# Franz Adlkofer

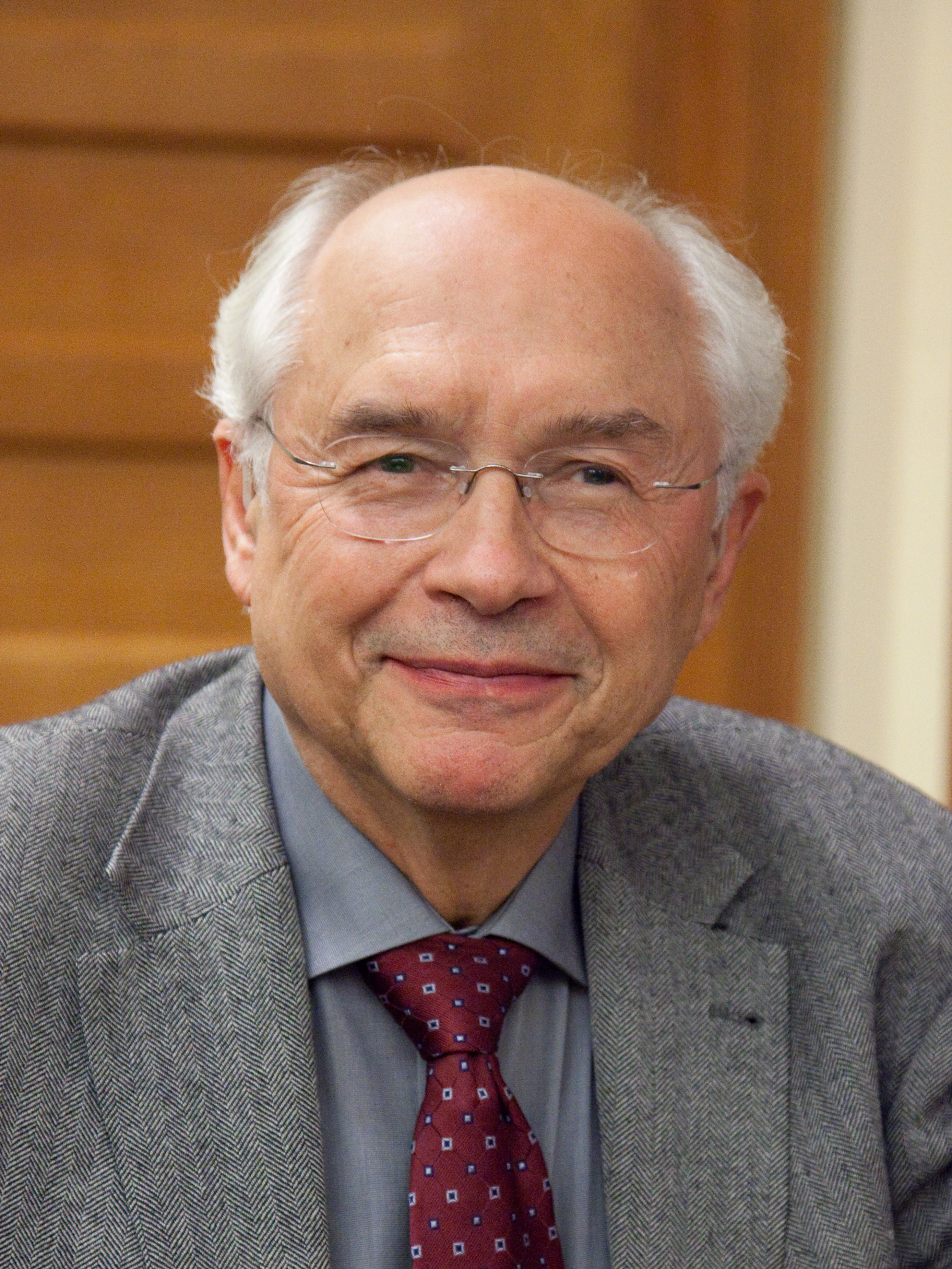
Franz Adlkofer im Jahre 2011

Franz Xaver Adlkofer (* 14. Dezember 1935 in Attenzell; † 18. Juni 2022 auf Paros, Griechenland) war ein deutscher Mediziner und Hochschullehrer. Er war Geschäftsführer und Mitglied des Stiftungsrats der vom Verband der Cigarettenindustrie gegründeten Stiftung für Verhalten und Umwelt.

## Werdegang
Adlkofer promovierte am Max-Planck-Institut für Biochemie in München und habilitierte sich 1974 an der Freien Universität Berlin für das Fach Innere Medizin, wo er auch bis 2004 Lehrveranstaltungen zur Umweltmedizin abhielt. Zugleich war er von 1976 bis in die 1990er Jahre Leiter der wissenschaftlichen Abteilung (WPA) des Verbandes der Cigarettenindustrie (VdC). Als solcher oblag ihm „die Federführung bei der Einflussnahme auf deutsche Ärzte und Wissenschaftler“ im Sinne der Tabakindustrie. Bereits damals hatte er großen Einfluss auf den nach außen hin als wissenschaftlich unabhängig dargestellten „Forschungsrat Rauchen und Gesundheit“. Als 1986 der Ruhestand des ebenfalls mit dem VdC verbundenen Labormediziners Helmut Schievelbein anstand und ein Nachfolger für ihn gesucht wurde, der die Anforderung an unbedingte Geheimhaltung der Forschungsergebnisse erfüllt, entschied der WPA, Schievelbeins Münchner Laboratorium von Adlkofer fortführen zu lassen. Nachdem der „Forschungsrat“ aufgrund seiner Beeinflussung durch die Tabakindustrie zunehmend unter Kritik von Wissenschaftlern und Journalisten geraten war, gründete der VdC an seiner statt 1992 die „Stiftung für Verhalten und Umwelt“, deren Geschäftsführer und wissenschaftlicher Direktor Adlkofer wurde. Gegenüber Philip Morris sicherte Adlkofer zu, dass wissenschaftliche Erkenntnisse zur krebserregenden Wirkung von Nikotin nicht an die Öffentlichkeit gelangen würden. Noch 1998 leugnete Adlkofer – im Rahmen der bei Veröffentlichungen in medizinischen Fachzeitschriften üblichen Erklärung zu möglichen Interessenkonflikten – jegliche Verbindung zur Zigarettenindustrie.
Von 2000 bis 2004 leitete Adlkofer das REFLEX-Projekt, aus dem die REFLEX-Studie entstand, eine von der EU geförderte und von der Stiftung für Verhalten und Umwelt durchgeführte Untersuchung zum Einfluss von Handystrahlung auf menschliche Organismen. Die Studie geriet aufgrund von Fehlern in der Durchführung in die Kritik. Adlkofer versuchte, juristisch gegen die Kritik vorzugehen, scheiterte mit seinem Unterlassungsbegehren jedoch vor dem Hanseatischen Oberlandesgericht und dem Bundesgerichtshof.

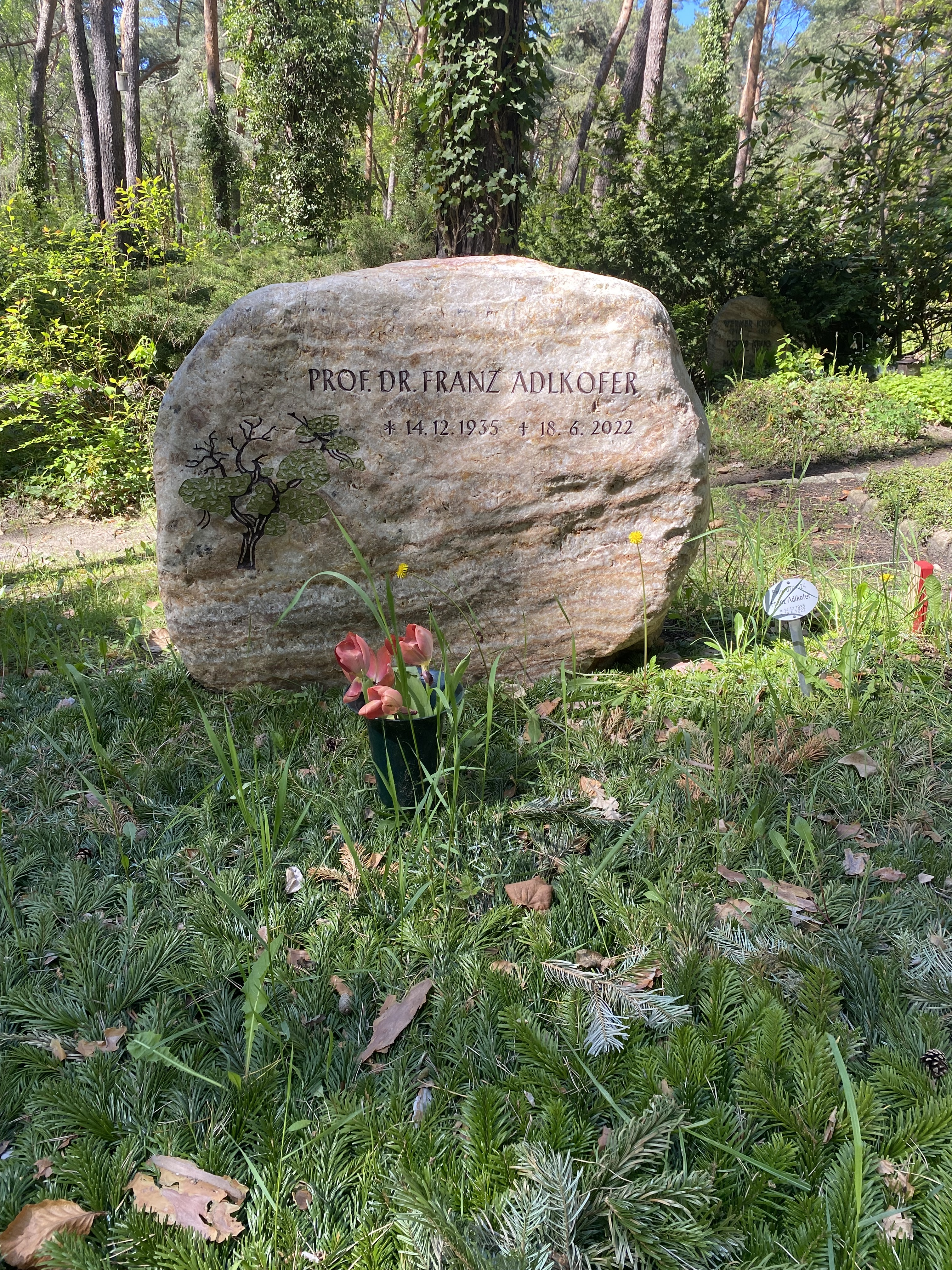
Grabstätte auf dem Waldfriedhof Zehlendorf

Seine letzte Ruhestätte fand Franz Adlkofer auf dem Berliner Waldfriedhof Zehlendorf (Feld 022-124).